# Dendropsophus bipunctatus
Dendropsophus bipunctatus é uma espécie de anura da família Hylidae.
É endémica do Brasil.